# Główna Rada Ruska

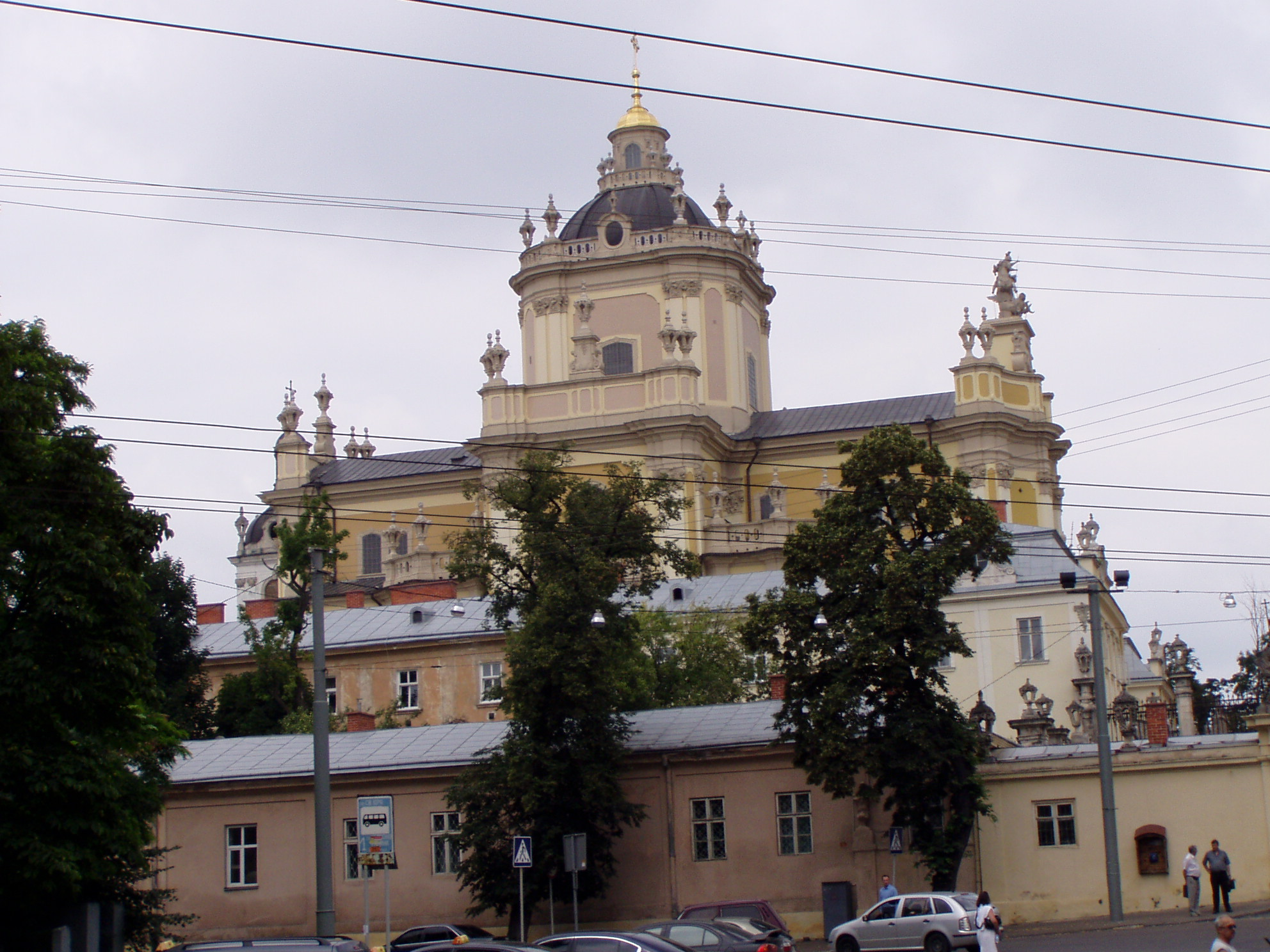
Sobór św. Jura

Główna Rada Ruska (Hołowna Ruska Rada; ukr. Головна Руська Рада, HRR) – pierwsza ukraińska organizacja polityczna w Galicji, utworzona w czasie Wiosny Ludów, wiosną 1848.

## Prolog
18 marca 1848 dotarły do Lwowa wieści o rewolucji, która rozpoczęła się w Wiedniu. 19 marca tłumy lwowian zgromadziły się pod kamienicą przy placu Ferdynanda, w której znajdowała się redakcja Dziennika Mód Paryskich. Z jej balkonu redaktorzy „Dziennika” Jan Dobrzański i Józef Dzierzkowski czytali i dyskutowali redagowany adres mieszkańców Galicji do cesarza Ferdynanda I. Domagano się w nim zagwarantowania praw narodowości polskiej, oddzielnej administracji dla Galicji, amnestii dla więźniów politycznych, zniesienia cenzury, utworzenia gwardii narodowej oraz wojska narodowego, wprowadzenia powszechnego szkolnictwa dla ludu, powszechnej równości obywateli, publicznego sądownictwa oraz zniesienia pańszczyzny i innych powinności poddańczych. Zachęcano zgromadzonych do podpisywania tego adresu (ostatecznie podpisało go ponad 12 tysięcy obywateli).
Jednak już w tym dniu dr Kyryło Winkowski (pol. Cyryl Wieńkowski), członek Instytutu Stauropigijnego, ostrzegł kleryków Greckokatolickiego Seminarium Generalnego:

Nie zapominajcie, że jesteście szczepem ruskim, różnym od polskiego; że macie inną narodowość, inną historię, inny język: słowem, że jesteście Rusinami; jeśli tedy zechcecie podpisywać ten adres, to uczyńcie to nie wprzód, aż w nim dołożone zostaną punkta, którymi by wam osobny byt, narodowość, osobny język zabezpieczono.

6 kwietnia napisano kolejny adres, w którym zażądano już odrębnej państwowości (w federacji z Austrią), wskazując na „potrzebę odbudowania Polski całej i niepodległej”. Nie uwzględniono w nim istnienia narodu ruskiego.
W odpowiedzi na polski adres z 6 kwietnia, 19 kwietnia 1848 ukraińscy mieszkańcy Lwowa wystosowali do cesarza adres (napisany przez Mychajła Kuzemśkiego, a zatwierdzony przez konsystorz), w którym przypominali o ruskim narodzie Galicji, prosząc o wprowadzenie języka ruskiego w szkołach, używania tegoż języka w administracji, oraz umożliwienia Rusinom podejmowania pracy w instytucjach rządowych.
Część działaczy ukraińskich (Antin Mohylnyćkyj, Wasyl Podołynśkyj, Izajasz Terłećkyj, Ustyanowycz, Onufry Krynicki) poparła działania Polaków, licząc, że wesprą oni sprawę ukraińską. Część, w tym większość dawnych działaczy Ruskiej Trójcy, liczyła na rozwój tendencji demokratycznych, ale zalecała czekanie, bez jawnego popierania Polaków. Przedstawiciele opcji konserwatywnej opowiadali się zdecydowanie za bezwzględnym posłuszeństwem i współpracą z rządem.
Przewagę zdobyła opcja konserwatywna, którą poparli kardynał Michał Lewicki i biskup pomocniczy Hryhorij Jachymowycz. Biskup Jachymowycz był szczególnie ceniony przez gubernatora Franza Stadiona, za lojalną postawę wobec władz oraz uzgadnianie z nimi swoich działań.
Po utworzeniu przez Polaków 14 kwietnia 1848 Centralnej Rady Narodowej, działacze ukraińscy zaczęli naciskać na władze Kościoła greckokatolickiego, aby utworzyć podobną organizację, reprezentującą wobec władz interesy ludności ruskiej, tym bardziej, że konstytucja z 25 kwietnia 1848 zezwoliła na tworzenie stowarzyszeń.

## Utworzenie Rady
Już w drugiej połowie kwietnia zaczęły się poufne rozmowy działaczy ukraińskich na temat utworzenia własnej organizacji, jednak czekano na oficjalną zgodę władz. Po jej uzyskaniu biskup Jachymowycz poinformował o tym metropolitę Lewickiego, który zaaprobował przygotowania.
Poprzez poufne prywatne rozmowy, zaproszono na 2 maja 1848 o godzinie 18 do sali obrad kapituły w Soborze św. Jura ponad 300 przedstawicieli ludności ukraińskiej, reprezentujących różne środowiska (z wyjątkiem chłopów). Zebraniu przewodniczył kanonik Mychajło Kuzemśkyj.
Na początku uczczono pamięć Markijana Szaszkewycza, obiecując kontynuować jego dzieło. Następnie ksiądz Iwan Żukowśkyj wygłosił przemówienie o konieczności powołania rady, która zajmie się wzmocnieniem i wsparciem narodowości ruskiej w Galicji. Przeciwko temu zaprotestował delegat Centralnej Rady Narodowej – adwokat Suski, nawołując do działania w obrębie tej jednej rady, oraz oświadczając, że Polacy pragną wskrzesić Polskę w dawnych granicach. Suski namawiał do zespolenia sił w walce o prawa konstytucyjne, oraz o przeciwstawienie się Niemcom, działaczy ukraińskich oskarżył o świadome podsycanie waśni narodowej. Zaproponował również wprowadzenie alfabetu łacińskiego do języka ukraińskiego.
Wywołało to oburzenie zgromadzonych. W odpowiedzi Ołeksa Zakłynśkyj stwierdził, że o sprawach własnego narodu będą decydować sami Ukraińcy. W ciągu godziny spośród zgromadzonych wybrano Radę, liczącą 30 osób. O tymczasowe kierownictwo poproszono Mychajła Kuzemśkiego, a na przewodniczącego poproszono biskupa Hryhorija Jachymowycza, który wyraził zgodę. Szczegółowy program Rady miał być ogłoszony w specjalnej odezwie.
Następnemu zebraniu przewodniczył już biskup Jachymowycz, który wezwał do dochowania wierności rządowi i monarchii. Następnie powołano zespół do opracowania odezwy do narodu oraz do organizacji ukraińskiego czasopisma. Uchwalono statut Rady, który 6 maja został zatwierdzony przez władze.
Ostatecznie rada ukonstytuowała się w składzie 66 osób, wśród których było 20 urzędników państwowych, 1 urzędnik prywatny, 19 duchownych, 10 studentów teologii, 4 studentów prawa, 5 właścicieli nieruchomości we Lwowie, 1 właściciel ziemski, 3 nauczycieli, 2 literatów, 1 dziennikarz.
W skład Prezydium Rady weszli: bp Hryhorij Jachymowycz (przewodniczący), Iwan Borysykewycz i Mychajło Kuzemśkyj (zastępcy), Mychajło Małynowśkyj i Teodor Leontowycz (sekretarze).

## Działania Rady
Posiedzenia Rady odbywały się dwa razy w tygodniu, w poniedziałki i piątki, początkowo w sali konsystorza św. Jura, a następnie w sali seminarium greckokatolickiego. Początkowo powołano cztery komisje (korespondencji zewnętrznej, korespondencji wewnętrznej, gospodarczą i sąd honorowy), a następnie przeorganizowano je w siedem wydziałów (centralny, korespondencyjny, finansowy, konstytucyjny, oświecenia, duchowny i informacyjny).

### Odezwa do narodu ruskiego
Pierwszym poważnym zadaniem Rady było przygotowanie odezwy do „narodu ruskiego”. Przygotowano ją bardzo starannie, przedyskutowano na posiedzeniu, oraz zlecono wydrukowanie w języku ukraińskim (3000 egz.), polskim (2000 egz.), niemieckim (1000 egz.), oraz opublikowanie w nowo utworzonej przez radę pierwszej ukraińskiej gazecie w Galicji – „Zorii Hałyćkiej”.
Odezwa została ogłoszona 10 maja 1848. Rada napisała w niej:

My Rusini galicyjscy – należymy do wielkiego ruskiego narodu, któren jednym mówi językiem, 15 milionów liczy, a z którego półtrzecia miliona ziemię galicyjską zamieszkuje. Ten naród był niegdyś samodzielnym, wyrównywał w sławie najmożniejszym narodom Europy, miał własny wydoskonalony język, własne swe ustawy, własnych książąt; jednym słowem był w dobrym bycie, zamożny i silny.

Rada wezwała do zachowania wierności cesarzowi, jak również, aby broniąc narodowości ukraińskiej nie żywić nienawiści do Polaków, lecz „żyć z nimi jak najszczerszy sąsiedzi na jednej ziemi, w zgodzie i jedności”. Wezwała również do zachowania wiary i obrządku greckiego, rozwijania narodowości przez rozwijanie języka i wprowadzenie go do szkół i urzędów, i przez wydawanie ukraińskich czasopism i książek, oraz obronę konstytucyjnych praw.

### Organizacja sieci rad terenowych
Kolejna odezwa Rady, z 18 maja 1848, polecała organizację rad na prowincji (obwodowych, dekanalnych i gromadzkich). Powstało 50 rad dekanalnych, znajdujących się w miejscowościach: Bircza, Bohorodczany, Bolechów, Bóbrka, Brody, Brzeżany, Buczacz, Chodorów, Chołojów, Czerniowce, Czortków, Drohobycz, Dynów, Gliniany, Gródek, Halicz, Jarosław, Jaśliska, Kałusz, Kołomyja, Komarno, Kosów, Lubaczów, Łabowa, Mokrzany, Narajów, Olesko, Perehińsko, Podbuż, Podhajce, Przemyśl, Rohatyn, Rozdół, Sambor, Sanok, Skałat, Stanisławów, Stryj, Śniatyn, Tarnopol, Trembowla, Turka, Uście, Zalizce, Zatwarnica, Zbaraż, Zborów, Złoczów, Żółkiew, Żurawno.
Następnie zorganizowano je w 13 rad okręgowych, w Brzeżanach, Czerniowcach, Czortkowie, Glinianach, Kołomyi, Przemyślu, Samborze, Sanoku, Stanisławowie, Stryju, Tarnopolu, Złoczowie i Żółkwi.
Największą rolę w czterostopniowych radach odgrywały rady dekanalne. Posiadając dobry kontakt z ludnością, wciągały do działalności społecznej w radach wielu chłopów i rzemieślników.

### Udział w Zjeździe Słowiańskim
1 maja 1848 komitet przygotowawczy opublikował odezwę wzywającą przedstawicieli wszystkich słowiańskich narodowości monarchii na Zjazd Słowiański, mający się odbyć w Pradze. Odezwę podpisali m.in. František Palacký, Pavel Jozef Šafárik i Karel Vladislav Zap.
Egzemplarze odezwy dotarły zarówno do Rady, jak i prywatnie do wielu ukraińskich działaczy narodowych. Rada Główna omówiła sprawę odezwy na posiedzeniach 12 i 16 maja, decydując się wysłać własnych delegatów. Delegatami Rady zostali: Iwan Borysykewycz, Hryhorij Hynyłewycz i Ołeksa Zakłynśkyj.

### Udział w wyborach do parlamentu austriackiego
Rada wytypowała również większość przedstawicieli do pierwszego parlamentu austriackiego, który rozpoczął prace 10 lipca 1848. Na 383 posłów parlamentu, z Galicji pochodziło 96 osób, w tym 39 Rusinów (27 chłopów, 9 księży greckokatolickich, 3 przedstawicieli inteligencji).

### Postulaty narodowe
Oprócz druku ulotek i wydawania „Zorii Hałyćkiej” Rada rozpoczęła w maju propagandę poza granicami Galicji. Poprzez artykuły zamieszczane w prasie czeskiej, austriackiej, szwajcarskiej i innych, oraz poprzez broszury wydawane w języku niemieckim Rada przedstawiała ciężkie położenie narodu ukraińskiego w przeszłości, podkreślała jego odrębność, i starała się o jego międzynarodowe poparcie.
Rada opracowała, przedyskutowała i rozpowszechniała dwa memoriały: Denkschriftder rutenischen Nation in Galizien zur Aufklärung ihrer Verhältnisse (Von der Rutenischen Hauptversammlung den 31 Juli 1848) oraz Deutsche Brüder! Allgemeine Stimme der Ruthenen in Galizien. Wywołały on gwałtowną polemikę ze strony polskiej i zaogniły jeszcze bardziej stosunki polsko-ukraińskie.
Rada przyjęła również herb, którym był złoty lew na błękitnym polu (dawny herb książąt halicko-wołyńskich), oraz niebiesko-żółtą flagę.
6 listopada 1848 delegacja Rady przedstawiła Cesarzowi żądania:
- wydzielenia ukraińskiej części Galicji
- stworzenia odrębnego wojska ukraińskiego
- wprowadzenia w szkołach języka ukraińskiego
- zrównania w prawach duchowieństwa ukraińskiego z klerem łacińskim
- usunięcia urzędników wykazujących nieprzychylny stosunek do narodu ukraińskiego.

### Próba organizacji własnych sił zbrojnych
Początkowo działacze ukraińscy nie zamierzali tworzyć własnej gwardii (zresztą ówczesne prawo na to nie zezwalało). Sama Rada do utworzonej już „polskiej” Gwardii Narodowej była nastawiona nieprzychylnie. Jednak w wielu miastach wstępowali do niej Ukraińscy. Na wsi sytuacja była inna – z powodu małej ilości ludności polskiej oddziały Gwardii nie były tworzone. W zawartym 7 czerwca na Zjeździe Słowiańskim porozumieniu, § 3 mówił, że gwardia narodowa galicyjska miała większością głosów decydować o języku komendy oraz o wyborze starszyzny, a nosić miała herby obu narodowości.
Część działaczy Rady nie rezygnowała jednak z postulatu utworzenia własnej Gwardii – organizowano poświęcanie sztandarów dla jej nieistniejących jeszcze oddziałów, opracowano podręcznik musztry w języku ukraińskim. 7 sierpnia 1848, po odrzuceniu przez obie strony porozumienia wynegocjowanego w Pradze, Rada zwróciła się do prezydium krajowego z prośbą o zezwolenie na utworzenie ukraińskiej gwardii. 14 sierpnia namiestnik Agenor Romuald Gołuchowski odmówił wyrażenia na to zgody, więc Rada wystąpiła z tą samą prośbą do ministerium i cesarza.
18 września 1848 wybuchła na Słowacji rebelia przeciw Węgrom i ich powstaniu, a jej przywódcy zwrócili się do Ukraińców węgierskich z odezwą wzywającą do wspólnego wystąpienia przeciw Węgrom. Na odezwą zareagowała również Główna Rada Ruska, wydając 20 września odezwę nr 464 wzywającą do przyśpieszenia organizacji ukraińskiej gwardii. Zwróciła się do rad niższego stopnia o tworzenie komisji koordynujących tworzenie gwardii, oraz o werbowanie ukraińskich oficerów i podoficerów, mogących poprowadzić jej szkolenie. Tworzeniu odrębnej gwardii ukraińskiej były w większości przeciwne cywilne władze austriackie, natomiast wspierały ją władze wojskowe. W kilkunastu miejscowościach zostały one utworzone. pełniły służbę wartowniczą, uczestniczyły w uroczystościach, pomagały w konwojowaniu rekrutów do wojska, wyłapywały włóczęgów i „buntowników”. Z związku z wprowadzeniem 10 stycznia 1849 stanu wyjątkowego w Galicji, wszystkie gwardie zostały rozwiązane.
Równolegle z tworzeniem gwardii, już od drugiej połowy października 1848 władze austriackie zaczęły zamykać granicę galicyjsko-węgierską przy pomocy samoobrony ludowej.
Na początku 1849 Rada poparła tworzenie Ruskiego Batalionu Strzelców Górskich oraz tworzenie ruskich oddziałów gwardii narodowej.

### Osiągnięcia Rady
Rada została rozwiązana w 1851. Jej dziełem było utworzenie Macierzy Halicko-Ruskiej, otwarcie Narodnego Domu we Lwowie, Soboru Ruśkych Uczenych, jak również wydanie pierwszej ukraińskiej gazety w Galicji – „Zorii Hałyćkiej”.
Niektórzy badacze twierdzą, że utworzenie Rady było antidotum na utworzenie polskiej Centralnej Rady Narodowej, a pomysł utworzenia HRR wyszedł od młodego radcy gubernialnego – Agenora Gołuchowskiego, który dzięki temu pomysłowi zrobił karierę polityczną. W celu sparaliżowana działań Rady powołano Ruski Sobór, organizację konkurencyjną do Rady, w skład której wchodzili zarówno Rusini, jak i Polacy pochodzenia ruskiego (gente Rutheni, natione Poloni). Posiadali oni własny organ prasowy – „Dnewnyk Ruski”. Dążyli oni do podporządkowania Rady Centralnej Radzie Narodowej.